# Oxford University Herbaria
Oxford University Herbaria (l’Herbier de l’université d'Oxford) est le plus ancien herbier de Grande-Bretagne. Son histoire est associée à celle du Jardin botanique de l'université d'Oxford fondé par Sir Henry Danvers (1573-1644).
Cet herbier est divisé en deux parties : le Fielding-Druce Herbarium, ou OXF, qui est l’herbier de l’école de botanique et le Daubeny Herbarium, ou FHO, qui est l’herbier du département de foresterie. Au total, l'herbier conserve 800 000 spécimens et une riche collection de livres.